# Fubulume Inyama
Fubulume Inyama (ur. 25 lipca 1959) – bokser z Zairu (obecnie Demokratyczna Republika Konga), uczestnik Letnich Igrzysk Olimpijskich 1984.
Podczas igrzysk w Los Angeles, startował w wadze lekkośredniej. W pierwszej rundzie miał wolny los. W drugiej jego przeciwnikiem był reprezentant Tonga, Elone Lutui, z którym przegrał 1-4, a tym samym zajął 17. miejsce.